# تکنی‌کالر (فیزیک)
تکنی‌کالر (انگلیسی: Technicolor) تئوری‌هایی فیزیکی در فیزیک فراتر از مدل استاندارد هستند که به سازوکار هیگز اشاره می‌کنند؛ سازوکاری که از طریق آن، بوزون‌های دبلیو و زد شکل می‌گیرند. نظریه‌های تکنی‌کالر اولیه در کرومودینامیک کوانتومی مدل‌سازی می‌شدند که تئوری رنگ (کالر) نیروی هسته‌ای قوی را شکل می‌داد و نام این تئوری‌ها، از این تئوری الهام گرفته. تئوری‌های تکنی‌کالر، به جای معرفی بوزون هیگز به شکلی ابتدایی برای توضیح پدیده‌های مشاهده‌شده، تقارن و ایجاد برهمکنش الکتروضعیف را برای بوزون‌های دبلیو و زد، از طریق پویایی نظریه پیمانه‌ای جدید، پنهان می‌کند. 